# چیودا، گونما
چیودا، گونما (به لاتین: Chiyoda, Gunma) یک منطقهٔ مسکونی در ژاپن است که در استان گونما واقع شده‌است. چیودا ۲۱٫۷۳ کیلومترمربع مساحت و ۱۱٬۴۱۳ نفر جمعیت دارد.